# Pentacloronitrobenzeno
Pentacloronitrobenzeno, tipicamente abreviado PCNB (do inglês pentachloronitrobenzene), é um fungicida registrado formalmente derivado do nitrobenzeno. Apresenta-se como um sólido branco acinzentado ou amarelo, dependendo de sua pureza.